# 希格勒 (伊利諾伊州弗米利恩縣)
希格勒（英語：Hegeler）是位於美國伊利諾伊州弗米利恩縣的一個非建制地區。該地的面積和人口皆未知。

## 地理
希格勒的座標為40°04′32″N 87°38′06″W / 40.07556°N 87.63500°W，而該地的平均海拔高度為199米（即653英尺）。